# Fettlücke
Der Begriff Fettlücke bezeichnete den Rohstoffmangel des Deutschen Reiches an Fetten und Ölen. Sie zählte neben der „Eiweißlücke“ und der „Faserlücke“ zu den drei großen Erzeugungslücken. Besonders der NS-Staat wollte die herrschende Abhängigkeit vom Import technischer Fette und Nahrungsfette beenden (Autarkie), da sich die Unterversorgung mit Futtermitteln auch negativ auf die Tierhaltung auswirkte. Die drei Wege zur Schließung der Lücken waren die Ertragssteigerung, Verbrauchslenkung und mit der Kriegswende 1941/42 chemische Syntheseverfahren.
Konkrete Maßnahmen hierfür waren ab 1935 die Erzeugungsschlacht, ab 1936 der (Zweite) Vierjahresplan, die vor Kriegsausbruch am 27. August 1939 eingeführten Lebensmittelmarken und nicht zuletzt ab 1941 das Unternehmen Barbarossa, der Angriffskrieg auf die Sowjetunion. Die Erzeugungsschlacht konnte den Selbstversorgungsgrad an tierischen und pflanzlichen Fetten aber nur geringfügig steigern (etwa zwischen 1933/34 bis 1938/39 von 53 % auf 57 %).

## 1933 bis 1939
Während in den ersten Jahren des Dritten Reiches die übrige Lebensmittelversorgung der Bevölkerung weitgehend aus eigener Landwirtschaft gedeckt werden konnte, waren die Eiweiß- und die Fettversorgung in erheblichem Maße von Importen abhängig: Aus eigener Erzeugung wurde 1936 nur 68,8 % des Pro-Kopf-Fettverbrauchs für die Ernährung erwirtschaftet. Nach Einschätzung zeitgenössischer Experten gab es 1936 bei der Fettversorgung eine durch Importe zu deckende „Erzeugungslücke“ von 1 Million Tonnen Fett. Für 1937 mussten 90 % des industriellen Fettbedarfs aus Importen gedeckt werden. Noch 1939 konnte nur 57 % des Gesamt-Fettbedarfs für Industrie und Ernährung aus eigener Produktion bestritten werden.
Eine im April 1933 eingerichtete Reichsstelle für Öle und Fette bündelte die staatliche Regulierung des Inlandsmarktes durch Festsetzung von Preisen und Preisspannen sowie Kontingentierung von Importen und Produktion. Hinzu kam eine „Verbrauchslenkung“ durch Propaganda und Preisgestaltung: Der Verzehr von Brot, Kartoffeln und Zucker sollte gefördert werden, als Brotaufstrich wurde Marmelade empfohlen und subventioniert, der Eintopfsonntag sollte Fleisch und Fett einsparen.
Die Margarine-Industrie war überwiegend auf Rohstoffimporte angewiesen. Bereits im April 1933 wurde eine „Fettsteuer“ erhoben, durch die sich der Margarinepreis fast verdoppelte.
Durch Verordnungen wurde die Produktion auf 60 % gedrosselt, wenig später aber die Herstellung einer preisgünstigen „Haushaltmargarine“ gesichert, die gegen Bezugsschein von Wohlfahrtsempfängern und Arbeitslosen gekauft werden durfte.
Im November 1934 rief Landwirtschaftsminister Walther Darré zur Erzeugungsschlacht auf. Trotz großer Bemühungen blieb die Wachstumsrate der landwirtschaftlichen Wertschöpfung bis 1939 gering. Die neue deutsche Walfangflotte konnte den Importbedarf an Fetten nicht decken und kam mit Ausbruch des Zweiten Weltkrieges zum Erliegen.
Im Rahmen des Vierjahresplanes waren Herbert Backe als Leiter der „Geschäftsgruppe Ernährung“ und Wilhelm Keppler für die „Geschäftsgruppe industrielle Fette“ tätig. Zur Schließung der „Fettlücke“ sollten die Anbaufläche für Ölpflanzen (Raps, Lein) vergrößert, Milchwirtschaft und Schweinemast gefördert und der Fettverbrauch gesenkt werden. Zudem wurden insbesondere für industrielle Zwecke die Fettrückgewinnung und synthetische Produktion angestrebt. Tatsächlich gelang es trotz zahlreicher Regulierungsmaßnahmen nicht, die Selbstversorgung mit Fett erheblich zu steigern und die „Fettlücke“ zu schließen.
Die Buttereinfuhr halbierte sich zwischen 1929 und 1936 von 136.000 auf annähernd 75.000 Tonnen. Das lag wohl an der Weltwirtschaftskrise und ihren Folgen für das Weltwirtschaftssystem.
Ein Ablieferungszwang für Milch, gekoppelt mit dem Verbot, für den Eigenbedarf zu buttern, konnte die Versorgung nicht sicherstellen. Der „Deutschland-Bericht“ der SoPaDe berichtete 1935, in Berlin stünden lange Warteschlangen vor den Buttergeschäften. Joseph Goebbels („Reichsminister für Volksaufklärung und Propaganda“) notierte in seinem Tagebuch: „Die Schlangen vor den Läden sind Brutstätten der Sabotage.“ – „Butter und Fettknappheit. Wir müssen nun Maßnahmen treffen. Und zwar rigorose.“ Im November 1935 wurden Kundenlisten eingeführt, um „Hamsterkäufe“ für Butter zu erschweren; zugleich wurden Devisen für Importe freigegeben.
Offensiv plädierte Goebbels Anfang 1936 an den Opfersinn der Bevölkerung, Verzicht zu leisten zugunsten der Aufrüstung: „Wir werden zu Not auch einmal ohne Butter fertig werden, niemals aber ohne Kanonen.“ Rudolf Heß benutzte das Schlagwort „Kanonen statt Butter“ in einer Rede am 11. Oktober 1936 und rief dazu auf, Versorgungsengpässe hinzunehmen und sich kriegsmäßig einzuschränken. Hermann Göring wiederum, dem dieses Motto „Kanonen statt Butter“ fälschlicherweise zugeschrieben wird, hielt eine „freiwillige“ Reduzierung des Fettverbrauchs um 25 Prozent für erforderlich.

## 1939 bis 1945

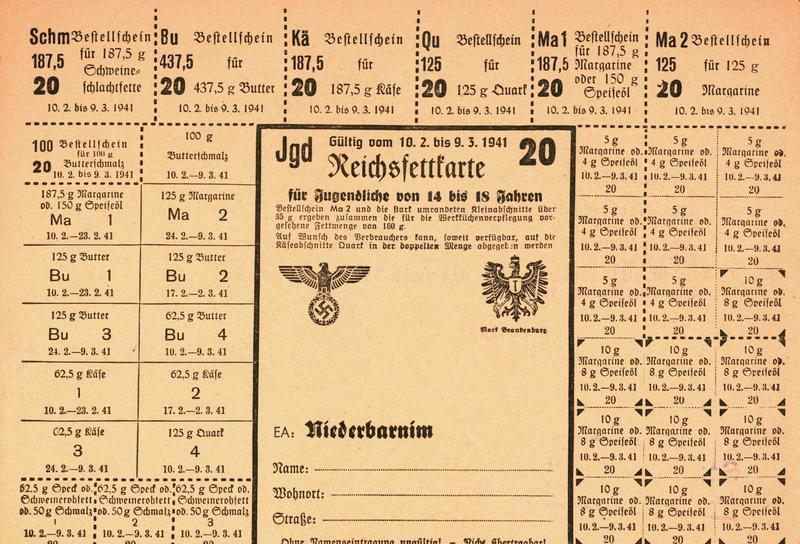
„Reichsfettkarte“ für Jugendliche aus dem Jahr 1941

Die „Einheitskarte“, die seit dem 27. August 1939 die Nahrungsmittel rationierte, wurde bald ausdifferenziert: Seit Ende 1939 gab es Fettkarten und die Kategorien des Schwer- und Schwerstarbeiters, eine Nacht- und Langarbeiterkarte sowie Lebensmittelkarten für Kinder und Jugendliche. 1940 kam es zu ersten Kürzungen in der Lebensmittelzuteilung. Bis Ende 1941 konnten jedoch größere Einschränkungen vermieden werden. In einer Aktennotiz vom 2. Mai 1941 heißt es jedoch:

„1.) Der Krieg ist nur weiter zu führen, wenn die gesamte Wehrmacht im 3. Kriegsjahr aus Rußland ernährt wird.

2.) Hierbei werden zweifellos zig Millionen Menschen verhungern, wenn das für uns Notwendige aus dem Lande herausgeholt wird.

3.) Am wichtigsten ist die Bergung und Abtransport von Ölsaaten, Ölkuchen, dann erst Getreide.[…] “

Für die Fettversorgung der deutschen Zivilbevölkerung war die Requirierung von 400.000 Tonnen Öl und 1 Million Tonnen Ölkuchen geplant. In den beiden Wirtschaftsjahren 1941/42 und 1942/43 holten die Besatzer mehr als 632.000 Tonnen Ölsaaten, Streichfette und Speiseöle aus den eroberten Teilen der Sowjetunion nach Deutschland.
Einhergehend mit der militärischen Lage an der Ostfront (Niederlagen vor Moskau und Stalingrad) kam es 1942 zu drastischen Einschnitten in der Lebensmittelversorgung; die knappe Fettration für „Normalverbraucher“ reduzierte sich von 1053 g auf 825 g pro Monat. Dies führte nach Angaben der Gestapo „insbesondere in Arbeiterkreisen zu einer nicht unbeträchtlichen Beunruhigung“ und „die Stimmung … sei auf einem im Verlauf des Krieges bisher noch nicht festgestellten Tiefstand angelangt.“ Im Oktober 1942 wurde „seitens der Ärzteschaft […] eine baldige Erhöhung der Fettration für unbedingt notwendig erachtet, da sich der Gesundheitszustand der Bevölkerung seit dem Vorjahre wesentlich verschlechtert habe.“

## Nach dem Zweiten Weltkrieg
Die Fettlücke selbst war kein dezidiert nationalsozialistisches Problem: Sie wurde bereits während der Hungerkatastrophen im Ersten Weltkrieg sichtbar (Steckrübenwinter) und zog sich bis in die 1950er Jahre hinein. In Westdeutschland wurden 1950 die Lebensmittelkarten abgeschafft, in der DDR erst im Mai 1958. Durch die rigorosen Maßnahmen des NS-Regimes erhielt das Problem aber besondere Aufmerksamkeit im Zusammenhang mit der Geschichte des Dritten Reiches.